# Nordeus
Нордеус је српско предузеће које се бави развојем игара за друштвене мреже и мобилне телефоне, са главним представништвом у Београду и канцеларијама у Лондону, Даблину, Сан Франциску и Скопљу. Игре које Нордеус развија се играју на више уређаја.

## Историјат
Нордеус су основала тројица бивших запослених Мајкрософта. Фирма је самофинансирајућа и једна од најбрже растућих европских предузећа у области видео-игара. Од фебруара 2014, Нордеус има више од 120 запослених.

## Игре

### Top Eleven Football Manager
Top Eleven Football Manager је прва игра Нордеуса. У питању је онлајн фудбалски менаџер који је првобитно изашао за Фејсбук, а потом и за мобилне уређаје. Игра је показала учестали, стабилни пораст у броју играча откад је издата маја 2010. Тренутно има 12М играча месечно, од којих 5М играју дневно. Top Eleven Football Manager је доступан за Фејсбук, Однокласники, Андроид, Ајфон и Ајпод. Уместо да игра има засебну верзију за сваку платформу, свака верзија може да игра међусобно.

### Спортстер — Клади се и победи
Спортстер — Клади се и победи је колаборација између Нордеуса и Бвина. У питању је онлајн игра са виртуелним клађењем која тренутно прихвата пријаве за затворену бету.

## Награде
- Techtour, новембар 2011. — одабрани од 25 најперспективнијих европских фирми.
- Europas Awards, новембар 2011. — за најбољу поставку игре.
- За најбољу Фејсбук апликацију — Webfest.me, новембар 2011.
- Награда по избору корисника — London Web Summit, март 2012.
- 2012 Red Herring Europe Top 100 Award — Red Herring Award, април 2012.
- Најбољи послодавац у Србији и регији — Најбољи послодавац, јун 2012.
- Тим животног стила 2013, Фабрика Добре Енергије, децембар 2013.[10]